# Imbros
Imbros (în greacă Ίμβρος, transliterat: Imvros; în turcă Gökçeada) este o insulă din nordul Mării Egee. Aparține Turciei, făcând parte din Provincia Çanakkale.
1. ↑  An Inventory of Archaic and Classical Poleis (PDF)